# World Team Cup 2005
La World Team Cup 2005 est la 28e édition de l'épreuve. Huit pays participent à la phase finale. Le tournoi, qui commence le 16 mai 2005 au Rochusclub, se déroule à Düsseldorf, en Allemagne .

## Faits marquants
L'Allemagne remporte sa 4e World Team Cup aux dépens de l'Argentine. 

## Matchs de poule
L'équipe en tête de chaque poule se voit qualifiée pour la finale.

### Groupe Bleu
| Chili - Fernando González - Nicolás Massú - Adrián García - Hermes Gamonal | Tchéquie - Tomáš Berdych - Jiří Novák | Argentine - Guillermo Coria - Gastón Gaudio - Juan Ignacio Chela - Guillermo Cañas | France - Michaël Llodra - Arnaud Clément - Sébastien Grosjean |

#### Classements
| #   | Équipe victorieuse | Adversaire | Score |
| 1er | Chili              | Tchéquie   | 2 - 1 |
| 2e  | Argentine          | France     | 2 - 1 |
| 3e  | Chili              | France     | 2 - 1 |
| 4e  | Argentine          | Tchéquie   | 2 - 1 |
| 5e  | France             | Tchéquie   | 2 - 1 |
| 6e  | Argentine          | Chili      | 3 - 0 |

| #   | Pays      | Points | Matchs | Sets   |
| --- | --------- | ------ | ------ | ------ |
| 1re | Argentine | 3 - 0  | 7 - 2  | 15 - 5 |
| 2e  | Chili     | 2 - 1  | 4 - 5  | 9 - 10 |
| 3e  | France    | 1 - 2  | 4 - 5  | 8 - 10 |
| 4e  | Tchéquie  | 0 - 3  | 3 - 6  | 6 - 13 |

#### Matchs détaillés
|  | Équipe 1 | Score | Équipe 2           |  |
|  | Chili    | 2 – 1 | République Tchèque |  |

| Ordre des matchs | Joueurs           | Points au premier set | Points au second set | Points au troisième set |
| ---------------- | ----------------- | --------------------- | -------------------- | ----------------------- |
| 1                | Fernando González | 6                     | 6                    |                         |
| 1                | Jiří Novák        | 3                     | 1                    |                         |
|                  |                   |                       |                      |                         |
| 2                | Nicolás Massú     | 7                     | 6                    |                         |
| 2                | Tomáš Berdych     | 65                    | 3                    |                         |
|                  |                   |                       |                      |                         |
| 3 (sans enjeu)   | Berdych - Novák   | 4                     | 4                    |                         |
| 3 (sans enjeu)   | García - Gamonal  | 6                     | 6                    |                         |

|  | Équipe 1  | Score | Équipe 2 |  |
|  | Argentine | 2 – 1 | France   |  |

| Ordre des matchs | Joueurs          | Points au premier set | Points au second set | Points au troisième set |
| ---------------- | ---------------- | --------------------- | -------------------- | ----------------------- |
| 1                | Guillermo Coria  | 6                     | 6                    |                         |
| 1                | Michaël Llodra   | 1                     | 4                    |                         |
|                  |                  |                       |                      |                         |
| 2                | Gastón Gaudio    | 6                     | 6                    |                         |
| 2                | Arnaud Clément   | 4                     | 4                    |                         |
|                  |                  |                       |                      |                         |
| 3 (sans enjeu)   | Chela - Cañas    | 1                     | 4                    |                         |
| 3 (sans enjeu)   | Clément - Llodra | 6                     | 6                    |                         |

|  | Équipe 1 | Score | Équipe 2 |  |
|  | Chili    | 2 – 1 | France   |  |

| Ordre des matchs | Joueurs            | Points au premier set | Points au second set | Points au troisième set |
| ---------------- | ------------------ | --------------------- | -------------------- | ----------------------- |
| 1                | Fernando González  | 6                     | 6                    |                         |
| 1                | Sébastien Grosjean | 4                     | 4                    |                         |
|                  |                    |                       |                      |                         |
| 2                | Nicolás Massú      | 6                     | 6                    |                         |
| 2                | Arnaud Clément     | 4                     | 4                    |                         |
|                  |                    |                       |                      |                         |
| 3 (sans enjeu)   | García - Gamonal   | 3                     | 1                    |                         |
| 3 (sans enjeu)   | Clément - Llodra   | 6                     | 6                    |                         |

|  | Équipe 1  | Score | Équipe 2           |  |
|  | Argentine | 2 – 1 | République Tchèque |  |

| Ordre des matchs | Joueurs         | Points au premier set | Points au second set | Points au troisième set |
| ---------------- | --------------- | --------------------- | -------------------- | ----------------------- |
| 1                | Guillermo Cañas | 6                     | 6                    |                         |
| 1                | Tomáš Berdych   | 4                     | 2                    |                         |
|                  |                 |                       |                      |                         |
| 2                | Guillermo Coria | 6                     | 7                    |                         |
| 2                | Jiří Novák      | 3                     | 5                    |                         |
|                  |                 |                       |                      |                         |
| 3 (sans enjeu)   | Chela - Cañas   | 1                     | 7                    | 2                       |
| 3 (sans enjeu)   | Berdych - Novák | 6                     | 64                   | 6                       |

|  | Équipe 1 | Score | Équipe 2           |  |
|  | France   | 2 – 1 | République Tchèque |  |

| Ordre des matchs | Joueurs            | Points au premier set | Points au second set | Points au troisième set |
| ---------------- | ------------------ | --------------------- | -------------------- | ----------------------- |
| 1                | Sébastien Grosjean | 7                     | 6                    |                         |
| 1                | Jiří Novák         | 65                    | 3                    |                         |
|                  |                    |                       |                      |                         |
| 2                | Michaël Llodra     | 2                     | 1                    |                         |
| 2                | Tomáš Berdych      | 6                     | 6                    |                         |
|                  |                    |                       |                      |                         |
| 3                | Clément - Llodra   | 6                     | 6                    |                         |
| 3                | Berdych - Novák    | 1                     | 1                    |                         |

|  | Équipe 1  | Score | Équipe 2 |  |
|  | Argentine | 3 – 0 | Chili    |  |

| Ordre des matchs | Joueurs           | Points au premier set | Points au second set | Points au troisième set |
| ---------------- | ----------------- | --------------------- | -------------------- | ----------------------- |
| 1                | Guillermo Cañas   | 6                     | 1                    | 6                       |
| 1                | Nicolás Massú     | 2                     | 6                    | 3                       |
|                  |                   |                       |                      |                         |
| 2                | Gastón Gaudio     | 6                     | 6                    |                         |
| 2                | Fernando González | 4                     | 2                    |                         |
|                  |                   |                       |                      |                         |
| 3                | Coria - Gaudio    | 6                     | 6                    |                         |
| 3                | García - Gamonal  | 4                     | 3                    |                         |

### Groupe Rouge
| Allemagne - Alexander Waske - Tommy Haas - Florian Mayer - Nicolas Kiefer | Suède - Thomas Johansson - Jonas Björkman - Joachim Johansson | Espagne - Tommy Robredo - Santiago Ventura - David Ferrer - Álex López Morón | États-Unis - Bob Bryan - Mike Bryan - Vincent Spadea - Jeff Morrison |

#### Classements
| #   | Équipe victorieuse | Adversaire | Score |
| 1er | Allemagne          | États-Unis | 2 - 1 |
| 2e  | Espagne            | Suède      | 2 - 1 |
| 3e  | Allemagne          | Suède      | 2 - 1 |
| 4e  | Espagne            | États-Unis | 2 - 1 |
| 5e  | Allemagne          | Espagne    | 2 - 1 |
| 6e  | Suède              | États-Unis | 2 - 1 |

| #   | Pays       | Points | Matchs | Sets    |
| --- | ---------- | ------ | ------ | ------- |
| 1re | Allemagne  | 3 - 0  | 6 - 3  | 13 - 8  |
| 2e  | Espagne    | 2 - 1  | 5 - 4  | 11 - 10 |
| 3e  | Suède      | 1 - 2  | 4 - 5  | 10 - 10 |
| 4e  | États-Unis | 0 - 3  | 3 - 6  | 7 - 13  |

#### Matchs détaillés
|  | Équipe 1  | Score | Équipe 2   |  |
|  | Allemagne | 2 – 1 | États-Unis |  |

| Ordre des matchs | Joueurs        | Points au premier set | Points au second set | Points au troisième set |
| ---------------- | -------------- | --------------------- | -------------------- | ----------------------- |
| 1                | Tommy Haas     | 6                     | 6                    |                         |
| 1                | Vincent Spadea | 4                     | 2                    |                         |
|                  |                |                       |                      |                         |
| 2                | Nicolas Kiefer | 6                     | 6                    |                         |
| 2                | Jeff Morrison  | 2                     | 2                    |                         |
|                  |                |                       |                      |                         |
| 3 (sans enjeu)   | Haas - Waske   | 7                     | 65                   | 5                       |
| 3 (sans enjeu)   | Bryan - Bryan  | 64                    | 7                    | 7                       |

|  | Équipe 1 | Score | Équipe 2 |  |
|  | Espagne  | 2 – 1 | Suède    |  |

| Ordre des matchs | Joueurs              | Points au premier set | Points au second set | Points au troisième set |
| ---------------- | -------------------- | --------------------- | -------------------- | ----------------------- |
| 1                | David Ferrer         | 6                     | 6                    |                         |
| 1                | Jonas Björkman       | 4                     | 1                    |                         |
|                  |                      |                       |                      |                         |
| 2                | Tommy Robredo        | 64                    | 1                    |                         |
| 2                | Thomas Johansson     | 7                     | 6                    |                         |
|                  |                      |                       |                      |                         |
| 3                | Robredo - Ventura    | 6                     | 6                    | 6                       |
| 3                | Björkman - Johansson | 7                     | 3                    | 3                       |

|  | Équipe 1  | Score | Équipe 2 |  |
|  | Allemagne | 2 – 1 | Suède    |  |

| Ordre des matchs | Joueurs              | Points au premier set | Points au second set | Points au troisième set |
| ---------------- | -------------------- | --------------------- | -------------------- | ----------------------- |
| 1                | Tommy Haas           | 6                     | 3                    | 6                       |
| 1                | Joachim Johansson    | 0                     | 6                    | 3                       |
|                  |                      |                       |                      |                         |
| 2                | Nicolas Kiefer       | 4                     | 2                    |                         |
| 2                | Thomas Johansson     | 6                     | 6                    |                         |
|                  |                      |                       |                      |                         |
| 3                | Haas - Waske         | 6                     | 6                    |                         |
| 3                | Björkman - Johansson | 4                     | 4                    |                         |

|  | Équipe 1 | Score | Équipe 2   |  |
|  | Espagne  | 2 – 1 | États-Unis |  |

| Ordre des matchs | Joueurs        | Points au premier set | Points au second set | Points au troisième set |
| ---------------- | -------------- | --------------------- | -------------------- | ----------------------- |
| 1                | David Ferrer   | 6                     | 7                    |                         |
| 1                | Jeff Morrison  | 4                     | 67                   |                         |
|                  |                |                       |                      |                         |
| 2                | Tommy Robredo  | 6                     | 2                    | 6                       |
| 2                | Vincent Spadea | 3                     | 6                    | 3                       |
|                  |                |                       |                      |                         |
| 3 (sans enjeu)   | Ferrer - Morón | 2                     | 3                    |                         |
| 3 (sans enjeu)   | Bryan - Bryan  | 6                     | 6                    |                         |

|  | Équipe 1  | Score | Équipe 2 |  |
|  | Allemagne | 2 – 1 | Espagne  |  |

| Ordre des matchs | Joueurs           | Points au premier set | Points au second set | Points au troisième set |
| ---------------- | ----------------- | --------------------- | -------------------- | ----------------------- |
| 1                | Tommy Haas        | 64                    | 4                    |                         |
| 1                | Tommy Robredo     | 7                     | 6                    |                         |
|                  |                   |                       |                      |                         |
| 2                | Florian Mayer     | 3                     | 7                    | 6                       |
| 2                | David Ferrer      | 6                     | 63                   | 3                       |
|                  |                   |                       |                      |                         |
| 3                | Haas - Waske      | 7                     | 6                    |                         |
| 3                | Robredo - Ventura | 63                    | 3                    |                         |

|  | Équipe 1 | Score | Équipe 2   |  |
|  | Suède    | 2 – 1 | États-Unis |  |

| Ordre des matchs | Joueurs              | Points au premier set | Points au second set | Points au troisième set |
| ---------------- | -------------------- | --------------------- | -------------------- | ----------------------- |
| 1                | Joachim Johansson    | 3                     | 4                    |                         |
| 1                | Vincent Spadea       | 6                     | 6                    |                         |
|                  |                      |                       |                      |                         |
| 2                | Thomas Johansson     | 6                     | 6                    |                         |
| 2                | Jeff Morrison        | 1                     | 4                    |                         |
|                  |                      |                       |                      |                         |
| 3                | Björkman - Johansson | 6                     | 6                    |                         |
| 3                | Bryan - Bryan        | 4                     | 2                    |                         |

### Finale
La finale de la World Team Cup 2005 se joue entre l'Allemagne et l'Argentine.
|  | Équipe 1  | Score | Équipe 2  |  |
|  | Allemagne | 2 – 1 | Argentine |  |